# Luda Reka
Luda Reka (bulgariska: Луда река) är ett vattendrag i Bulgarien. Det ligger i den sydöstra delen av landet, 300 km sydost om huvudstaden Sofia.
Trakten runt Luda Reka består till största delen av jordbruksmark. Runt Luda Reka är det ganska tätbefolkat, med 62 invånare per kvadratkilometer.